# Saint-Evroult-de-Montfort
Saint-Evroult-de-Montfort – miejscowość i gmina we Francji, w regionie Normandia, w departamencie Orne.
Według danych na rok 1990 gminę zamieszkiwało 231 osób, a gęstość zaludnienia wynosiła 10 osób/km² (wśród 1815 gmin Dolnej Normandii Saint-Evroult-de-Montfort plasuje się na 658. miejscu pod względem liczby ludności, natomiast pod względem powierzchni na miejscu 80.).